# Činžovní dům Anny a Oldřicha Liskových
Činžovní dům Anny a Oldřicha Liskových je čtyřpatrový řadový městský dům, vybudovaný v letech 1922–1923 ve Švehlově ulici v Hradci Králové.

## Historie
Architekt a stavitel Oldřich Liska působil v Hradci Králové od roku 1908, od roku 1913 žil v rodinném domě vlastního architektonického návrhu ve Vrchlického ulici. V roce 1921 pak zakoupil stavební parcelu ve Švehlově ulici, v sousedství domu společnosti Nevyhoštěný, který navrhoval v roce 1911. Liskovým záměrem bylo vybudovat na parcele dům, který by sloužil jako reprezentativní obytný objekt pro jeho vlastní rodinu, nabídl pro prostory pro Liskův projekční ateliér a zároveň formou pronájmu bytů pomohl celý projekt financovat. Na podzim roku 1922 proto zhotovil plán obytného domu s obchodními prostory, který v období listopad 1922 – srpen 1923 realizovala stavební firma Nekvasil a Schmidt.
Rodina Liskových v domě žila až do roku 1932, kdy se přestěhovala do nové vily s projekční ateliérem, a to na Střelecké ulici.

## Architektura
Jedná se o čtyřpatrový obytný dům, který má v přízemí dva obchodní prostory s výkladci. V prvním patře byl byt rodiny Liskových a prostory technické kanceláře a provozovny Liskova projekčního ateliéru. Zajímavostí je, že původní stavební plán se od výsledné realizace v mnohém liší. Původní návrh měl v prostorech mezi jednotlivými patry motiv balustrád, nikoli pásy s reliéfy, jejichž plastiky mají představovat běžné činnosti obyvatel města. Střešní vikýře podkrovního bytu měly být původně čtyři, nakonec jsou ale sdruženy do dvou. Změnil se i návrh parteru budovy, kde se Liska pravděpodobně inspiroval Gočárovým návrhem budovy Legiobanky. Na základě Gutfreundových reliéfů na fasádě Legiobanky vznikl zřejmě také nápad zaměnit původně plánované balustrády za reliéfní pásy.